# Gare de Bjorli
La gare de Bjorli est une gare ferroviaire de la ligne de Rauma. La gare se trouve à 399.84 km d'Oslo.
Elle a été mise en service en 1921. Pendant trois ans elle fut le terminus de la ligne en attendant que la ligne ne soit achevée. Il y eut un grand restaurant entre 1925 et 1927 qui pouvait recevoir jusqu'à 700 personnes. Restaurant destiné aux touristes qui venaient d'Åndalsnes, touché par une bombe en avril 1940, il ne fut jamais reconstruit. En été, Bjorli redevient un terminus, mais cette fois-ci entre Åndalsnes et Bjorli, pour les trains touristiques.